# Georg Philipp Harsdörffer
Georg Philipp Harsdörffer (Fischbach, 1 november 1607 – Neurenberg, 17 september 1658) was een Duits dichter.

## Levensloop
Harsdörffer was assessor bij de rechtbank van Straatsburg en daarna raadsheer in Neurenberg. Er bestond een zekere rivaliteit tussen hem en Martin Opitz en hij sloot zich aan bij Giambattista Marini en diens navolgers. Hij werd beïnvloed voor de Italiaanse barokliteratuur en schreef regelmatig herderspoëzie. In 1644 stichtte hij samen met Johann Klaj de Bloemenorde. Het conversatielexicon Frauenzimmer Gesprächspiele gold destijds als zijn meest gewaardeerde werk.

## Werken (selectie)
- 1644: Pegnesisches Schäfergedicht
- 1644: Das geistlich Waldgedicht oder Freudenspiel, genant Seelewig
- 1648: Icones mortis: Vorbildungen des Todes
- 1655: Ars Apophthegmatica
- 1657: Frauenzimmer Gesprächspiele